# 汪本钶
汪本鈳（?—?），字鼎甫。新安人。
師從李贄，萬曆四十六年（1618年），汪本鈳編成《續焚書》，內有〈論交難〉、〈窮途說〉、〈與吳得常〉等篇。萬曆四十六年（1618年）刊行。